# Maymena mayana
Maymena mayana là một loài nhện trong họ Mysmenidae.
Loài này thuộc chi Maymena. Maymena mayana được Ralph Vary Chamberlin & W. Ivie miêu tả năm 1938.